# Ljubow Jurjewna Kasarnowskaja

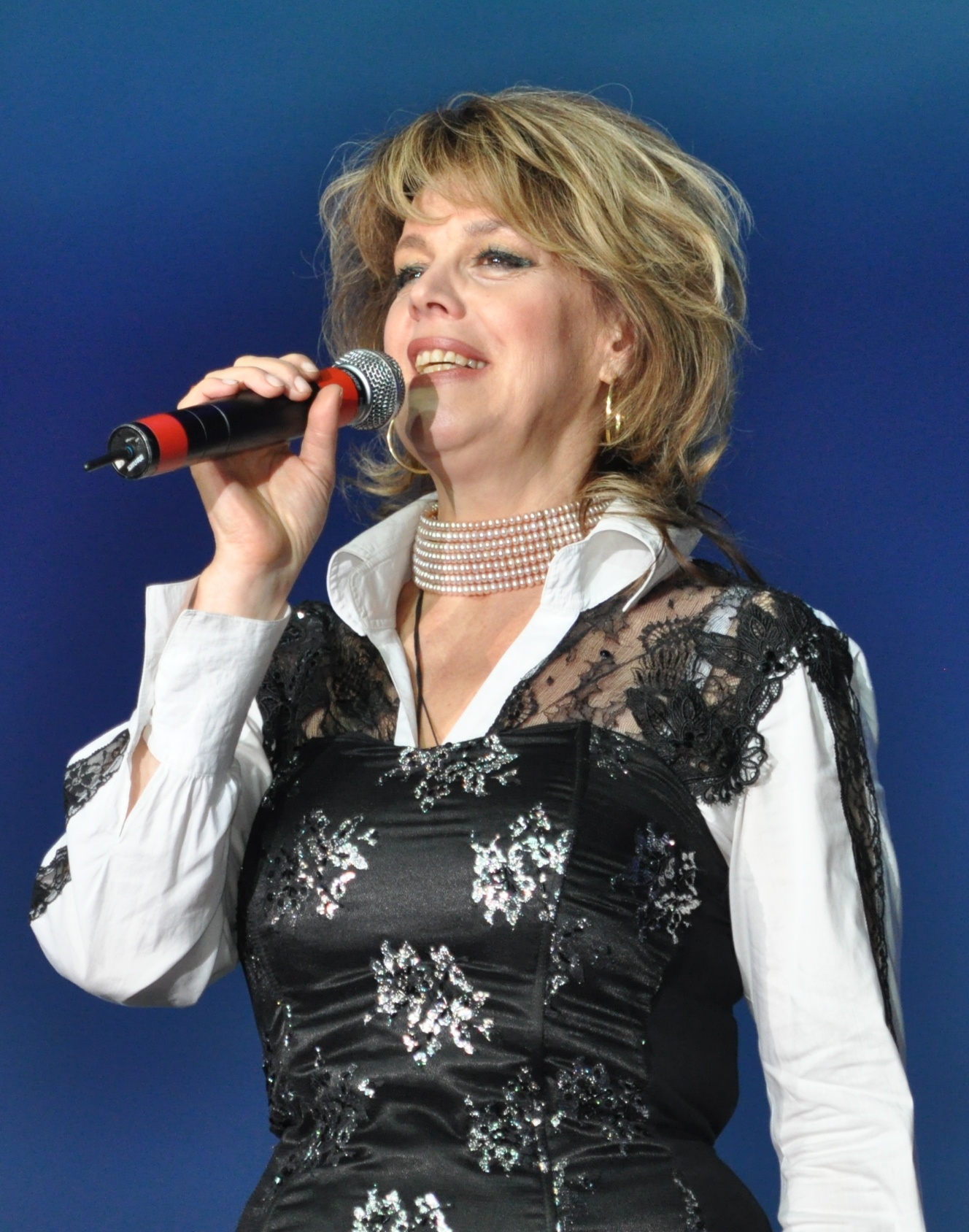
Ljubow Kasarnowskaja bei einem Auftritt auf dem Ökumenischen Konzil 2012

Ljubow Jurjewna Kasarnowskaja, auch Ljuba Kasarnowskaja, russisch Любовь Юрьевна Казарновская (* 18. Mai 1956 in Moskau) ist eine russische Opernsängerin (Sopran).

## Leben
Kasarnowskaja debütierte 1981 noch als Studentin des Moskauer Konservatoriums als Tatjana in Eugen Onegin. Von 1981 bis 1989 war Ljuba Kasarnowskaja als führende Sopranistin am Bolschoi- und Mariinski-Theater tätig, wo sie den Grundstein für ihr umfangreiches Opernrepertoire (mehr als 40 Bühnenrollen, darunter Salome, Tosca, Manon, Manon Lescaut, Tatjana, Mimi in La Bohème, Lisa in Pique Dame, Madama Butterfly, Leonora in Verdis La forza del destino) legte.
1989 erhielt Ljuba Kasarnowskaja die Einladung des kurz darauf verstorbenen Herbert von Karajan zu den Salzburger Festspielen, wo sie im August 1989 im Verdi-Requiem unter Riccardo Muti ihr internationales Debüt gab. Kasarnowskaja gastierte unter anderem an der Mailänder Scala, an der Metropolitan Opera, an der Wiener Staatsoper, am Royal Opera House Covent Garden, an der Lyric Opera Chicago, sowie in Houston, Paris, Tokio, Salzburg und San Francisco. 1995 debütierte sie als Salome im Rahmen der Internationalen Richard-Strauss-Tage in Oberammergau, eine Aufführung, die weltweit von 3sat übertragen wurde. 
Ljuba Kasarnowskaja arbeitete mit bedeutenden Dirigenten wie Herbert von Karajan, Georg Solti, Carlos Kleiber, Christian Thielemann, Bernard Haitink, James Levine, Riccardo Muti und Daniel Barenboim zusammen. Sie erarbeitete Rollen mit bekannten Regisseuren wie Atom Egoyan, Julie Taymor, Franco Zeffirelli, und Michael Hampe. 
Ljuba Kasarnowskaja ist auch als Lied-Interpretin tätig mit einem Repertoire von einigen hundert Titeln russischer, deutscher und italienischer Komponisten.
Die Gesamteinspielung sämtlicher Lieder von Tschaikowski brachte Ljuba Kasarnowskaja weltweite Anerkennung. Das Schaffen der Sängerin ist auf Bild- und Tonträgern bei DGG, Philips, Delos, Melodiya und VAI dokumentiert. 2008/2009 sind als Neuerscheinungen Gesamtaufnahmen der Opern Eugen Onegin und Pique Dame von Tschaikowski erschienen.
Kasarnowskaja ist außerdem erfolgreich als Filmschauspielerin tätig, führt eine eigene TV-Sendung Die Romantik einer Melodie und gibt Meisterklassen. Sie bereitet zurzeit (Stand: 2009) neue Bühnenrollen vor, insbesondere Carmen und Medea, sowie einige weitere internationale Musikprojekte. Mit dem international anerkannten und in Cannes ausgezeichneten russischen Filmregisseur Pavel Lungin arbeitet sie an einem neuen Filmprojekt.
Das International Biographical Centre, Cambridge, England hat Ljuba Kasarnowskaja in die Reihe der 2.000 herausragendsten musikalischen Persönlichkeiten des 20. Jahrhunderts aufgenommen und mit einem Diplom ausgezeichnet.